# 오딜 데크
오딜 데크(프랑스어: Odile Decq, 1955년 6월 18일 ~ )는 프랑스의 건축가, 도시계획가, 교육자이다. 파리에서 설립된 설계사무소 스튜디오 오딜 데크의 대표이다. 독특하고 파격적인 고스 의상으로 유명하다.
1979년 파리정치대학에서 도시설계 학위를 받았다. 이후 같은해 자신의 설계사무소를 차렸다.
바틀렛 건축학교, 컬럼비아 대학교 건축대학원, 뒤셀도르프 예술 아카데미에서 교수로 재직했으며 2007년부터 2012년까지 파리 건축 특수학교(ESA)에서 학장을 맡았다.

## 학력
1970년에 렌 건축학교에서 수학한 오딜 데크는 교수로부터 절대 건축가가 될 수 없을 거라는 말을 들었다. 2학년을 마친 오딜 데크는 파리로 향하지만 때마침 벌어진 68 혁명에 가담하느라 교실보다 시위 현장에 가는 일이 더 많았다.
학비를 충당하기 위해서 작가 필리프 부동 밑에서 일했다. 부동이 건축 이론에 관련된 저술 활동을 하고 있을 때였는데, 오딜 데크의 문학과 철학 연구에 관심을 보였다.

## 경력
오딜 데크는 자신의 건축 철학을 설명하면서 건물은 “사람들이 좋은 환경에서 움직이고 거주할 수 있는 장소가 되어야하며 바깥의 힘든 환경을 잊어버릴 수 있는 곳”이 되어야한다고 말했다. 또한 이를 위해서 “인본주의적 접근”이 필요하다고 덧붙였다. 오딜 데크는 급진적이면서 다양한 주제를 포괄하는 건축을 위해 전투적으로 활동한다는 평가를 받는다. 또한 그녀는 건축계에서 여성에게 더 많은 기회가 보장되어야한다고 주장한다.

## 수상
- 1996년 베네치아 비엔날레 건축전 황금사자상
- 2007년 RIBA 인터내셔널 펠로우쉽
- 2013년 메종&오브제 올해의 디자이너
- 2016년 RIBA 제인 드류 상